# Adosinda Asturská
Adosinda Asturská byla v letech 774 až 783 během vlády svého manžela Sila královnou Asturie. Narodila se jako dcera krále Alfonse I. Asturského a jeho manželky Ermesindy, dcery prvního asturského krále Pelaya. Jejím bratrem byl král Fruela I. Asturský.
Její manžel se stal králem pravděpodobně proto, že byl sňatkově spřízněn s oběma předchozími vládnoucími rodinami. Někteří učenci dokonce předpokládali matrilineální posloupnost. Vzhledem k tomu, že nedala Silovi žádné dědice, nárokoval si její synovec Alfons trůn až do své smrti. Království však nakonec ovládl Mauregatus a 26. listopadu 783 Adosinda vstoupila do kláštera San Juan de Pravia, kde strávila zbytek života.

## Život
Adosinda se narodila jako dcera krále Alfonse I. Asturského a královny Ermesindy. Jejím dědem z otcovy strany byl Pedro de Cantabria a ze strany matky první asturský král Pelayo. Adosindiným bratrem byl Fruela I. zvaný Krutý, který nastoupil po otci na trůn. Poté, co byl král Fruela v roce 768 zavražděn se Adosinda obávala o život svého synovce Alfonsa, syna zesnulého bratra, a poslala ho do kláštera San Julián de Samos ve městě Lugo, aby ho ochránila a poskytla mu kulturní vzdělání.
V roce 768 nastoupil na asturský trůn král Aurelius a Adosinda žila u dvora pod jeho ochranou. Tam se setkala se Silem, bohatým mužem z oblasti Pravie. Adosinda si ho vybrala za svého manžela, což byl na tu dobu neobvyklý tah. Po smrti krále Aurelia v roce 774 se stal Silo králem Asturie a Adosinda se stala královnou. Vládli v letech 774 až 783.
Po smrti svého bezdětného manžela zasáhla Adosinda do volby nového panovníka, aby byl zvolen její synovec Alfons, syn krále Fruely I. Království však ovládl její nevlastní bratr Mauregatus, nemanželský syn krále Alfonse I., a Adosinda se synovcem musela hledat útočiště v Álavě.
Kvůli tomu, že podporovala svého synovce, byla její pozice u dvora nejistá a 26. listopadu 783 nebo 785 byla donucena vstoupit do kláštera San Juan de Santianes de Pravia. Není jisté, jak dlouhou dobu Adosinda v klášteře strávila, někteří autoři uvádí, že v něm zůstala po zbytek života.

## Pohřbení
Po její smrti bylo tělo královny Adosindy i jejího manžela Sila uloženo do hrobky v kostele San Juan Apóstol y Evangelista v Santianes de Pravia. V tomto kostele byl pohřben také král Mauregatus.